# Mandal (Mongolie)
Pour les articles homonymes, voir Mandal.
 Mandal (Mongol : Мандал) est un sum (district) de la province de Selenge, au nord de la Mongolie. Les trois principales villes de ce sum sont Züünkharaa, Kherkh et Tünkhel.
Le Transmongol passe par ce sum.
On trouve deux mines d’or au nord-ouest et à l’est de Züünkharaa, la première est la mine de Boroo et la seconde la mine de Gatsuurt. 